# Paraboloida hiperboliczna

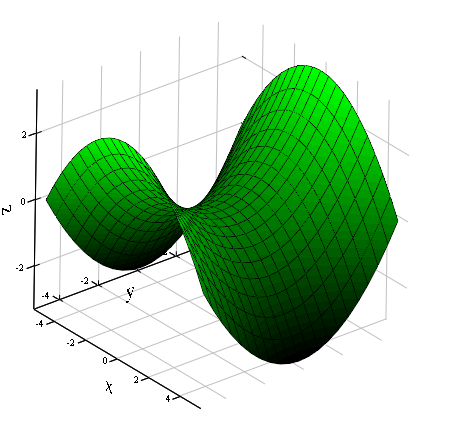
Paraboloida hiperboliczna dla a=b=2, na obszarze
[−5,5]x[−5,5

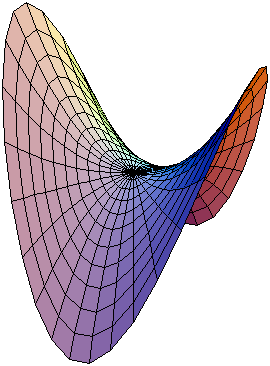
Paraboloida hiperboliczna

Paraboloida hiperboliczna – nieograniczona powierzchnia drugiego stopnia posiadająca jedną oś symetrii i dwie płaszczyzny symetrii, jedna z dwóch odmian paraboloidy obok paraboloidy eliptycznej.
Powierzchnia ta powstaje w wyniku przesunięcia paraboli wzdłuż innej paraboli, przy czym obydwie parabole muszą spełniać następujące warunki:
- muszą się znajdować w płaszczyznach prostopadłych do siebie,
- ich osie symetrii muszą być równoległe,
- ich ramiona muszą być skierowane w przeciwne strony.

## Równanie

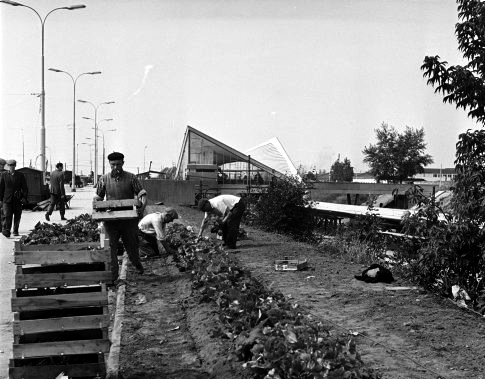
Zastosowanie w architekturze modernizmu: dworzec PKP Warszawa Ochota

Paraboloida hiperboliczna, niezależnie od jej ustawienia w przestrzeni i doboru układu współrzędnych, spełnia równanie powierzchni drugiego stopnia:
{\displaystyle a_{11}x^{2}+a_{22}y^{2}+a_{33}z^{2}+2a_{12}xy+2a_{23}yz+2a_{31}zx+2a_{14}x+2a_{24}y+2a_{34}z+a_{44}=0,}
przy czym w celu odróżnienia jej od innych takich powierzchni należy zastosować warunki:
{\displaystyle \left|{\begin{matrix}a_{11}&a_{12}&a_{13}\\a_{21}&a_{22}&a_{23}\\a_{31}&a_{32}&a_{33}\end{matrix}}\right|=0}
oraz
{\displaystyle \left|{\begin{matrix}a_{11}&a_{12}&a_{13}&a_{14}\\a_{21}&a_{22}&a_{23}&a_{24}\\a_{31}&a_{32}&a_{33}&a_{34}\\a_{41}&a_{42}&a_{43}&a_{44}\end{matrix}}\right|>0.}
Odpowiednio dobierając układ współrzędnych, można jej równanie zapisać w postaci:
{\displaystyle \left({\frac {x}{a}}\right)^{2}-\left({\frac {y}{b}}\right)^{2}=z}
lub
{\displaystyle z=xy.}